# Abdou N'Diaye
Abdou N'Diaye, né le 24 juin 1953 à Dakar, est un ancien basketteur sénégalais.
Il est entraîneur de l'équipe masculine du Lille Métropole Basket Clubs qui évolue en Pro B.

## Clubs

### Joueur
- Dial Diop SC
- Olympique Grande-Synthe
- Caen BC

### Entraîneur
- 1989-1991 :  Caen BC (Pro A)
- 1991-1994 :  BC Gravelines (Pro A)
- 1994-1995 :  La Gauloise de Vitry-le-François (NM2)
- 1995-1998 :  Limoges ABC (NF1A)
- 1998-2004 :  ASPTT Aix-en-Provence (LFB)
- 2004-2012 :  ESB Villeneuve-d'Ascq-Lille (LFB)
- 2005 :  Sénégal
- 2008 :  France féminine -20 ans
- 2010 :  Sénégal
- 2012-oct. 2013 :  Lille Métropole Basket Clubs (Pro B masculine)
- 2017-2019 :  Sénégal

## Palmarès

### Joueur
- Double champion d’Afrique des Nations avec le Sénégal en 1971 et 1978
- Meilleur joueur du continent africain en 1973 et 1974
- Champion du Sénégal entre 1971 et 1974
- Vice-champion d’Afrique en 1973
- Champion de France NM4
- Participation aux JO de Munich en 1972

### Entraîneur
Vice-Champion d'Europe avec L'équipe de France Féminine -20 ans en 2008
Vice-champion d'Afrique avec le Sénégal Masculin en 2005
- Entraîneur LFB de l’année en 2000 et 2003
- Vainqueur de la Coupe Fiba Europe féminine en 2003
- Vainqueur de la Coupe de France senior féminine en 2000
- Vainqueur de la Coupe de France en 1995
- Finaliste de la Coupe de France senior féminine en 2001
- Finaliste du Tournoi de la Fédération en 1999, 2000, 2003 et 2004
- Vice-champion de France de NF1B et accession en NF1A en 1996